# 澀谷駅前等
澀谷駅前等，是香港男歌手林智樂於2023年推出的一首粵語單曲，由澤日生作曲，林若寧填詞，取材於日本澀谷的忠犬八公故事。由愛爆音樂發行，派台後獲得勁歌金榜（週榜）冠軍、中文歌曲龍虎榜（週榜）亞軍。

## 創作與製作
無綫電視旗下音樂廠牌愛爆音樂的歌手林智樂，於2023年6月推出個人首支單曲忘記趁早正式出道，同年11月再推出第二首單曲──此歌澀谷駅前等，亦即他該年唯二的派台歌曲。兩曲創作班底完全相同，由澤日生作曲，林若寧填詞，傅丹斌、譚暢、澤日生編曲，澤日生、KENC監製。是次歌詞主題的構思及編曲方面，林智樂亦有給予意見。
澀谷駅前等時長4分19秒，以
拍的降D大調創作，每分鐘188拍。曲風秉承澤日生作品一貫的特色，帶有中式小調古風及2000年代香港流行曲風格，而得知歌詞題材來自日本後，林智樂提出編曲上加入日本音樂家久石讓的宮崎駿動畫配樂風格。
此歌與前作忘記趁早的歌詞同是描述愛情態度（前作以忘記逝去的戀情為題），林智樂認為第二首歌應該展現有所成長的愛情觀，於是與澤日生定下了「等待」作為歌詞主題，再交由林若寧創作。完成的歌詞取材自澀谷的忠犬八公故事，八公在主人離世後仍堅持一如以往，每天在澀谷站等待主人歸來，直至老死，歌詞以牠比喻願意付上一生等待所愛之人的長情，縱使沒有結果仍覺值得。

## 音樂影片
音樂影片遠赴日本取景，除了到歌詞主題所在的澀谷，亦有在其他地方取景。早在出道單曲推出時，林智樂就希望第二首歌的音樂影片能在日本或韓國拍攝。然而此歌的製作時間趕急，而他當時亦需要留在香港參與一個節目，製作組曾打算採用動畫形式的音樂影片，或在香港取景，後來由於原定參與的節目延期，經理人認為林智樂可以短暫往日本拍攝，就此成行。影片只用了兩日一夜，共一天半時間拍攝。

## 發行
此歌由愛爆音樂於2023年11月10日派至各電台，同日於叱咤903頻道的《叱咤樂壇》節目內首次播放及進行專訪，當天正是忠犬八公誕辰100週年。同日至翌日陸續於各音樂串流平台上發行。
2024年1月31日又推出了Acoustic Version（原音樂器伴奏版本），由Jacky Chui編曲，音樂影片則在橫濱海邊拍攝。

## 派台成績
| 地區 | 樂壇流行榜     | 最高位置 |
| ---- | -------------- | -------- |
| 香港 | 勁歌金榜       | 1        |
| 香港 | 中文歌曲龍虎榜 | 2        |
| 香港 | 新城勁爆本地榜 | 6        |
| 香港 | 903專業推介    | 12       |

## 評價
Hong Kong Singer Channel的編輯Andy指出此歌曲風淒美，與澤日生舊作《富士山下》、鍾無艷近似。
樂評自媒體年粵日的評論認為歌詞風格「婉約」，沒有直白論事；具有強烈畫面感，亦通過描述忠犬八公「兩腳即使顫動」仍逗留原地及其身邊景物變化，這一動一靜的反差來凸顯其忠誠。

## 備註
1. ↑  歌名中的「駅」字採用日本新字體漢字，即中文字「驛」，為車站之意；而來自地名的「澀」字則採用中文繁體字，即日文漢字的「澁」，後簡化為「渋」 。取態不一。
2. ↑  按11月10日《叱咤樂壇》訪問片段[7]9:50-10:13。
3. ↑  按11月10日《叱咤樂壇》訪問片段[7]6:43-7:12。
4. ↑  歌詞「東急總店消失我都會在」則提到了位於澀谷的東急百貨店總店於2023年初結業一事。

## 資料來源
1. 1 2  . Apple Music. 2023-11-11  [2024-02-02]. （原始内容存档于2023-11-12） （美国英语）.
2. 1 2  林蘊兒. . 明報新聞網. 2024-01-07  [2024-02-02]. （原始内容存档于2024-02-02） （中文（繁體））.
3. 1 2 3  Andy. . Hong Kong Singer Channel官方Facebook. 2023-11-20  [2024-02-03] （中文）.
4. 1 2  . 新城知訊台. 2023-11-10  [2024-02-02]. （原始内容存档于2024-02-02） （中文）.
5. ↑  . 明報. 2023-11-13  [2024-02-02]. （原始内容存档于2024-02-02） （中文（繁體））.
6. ↑  . Song BPM.   [2024-02-02]. （原始内容存档于2024-02-02） （英语）.
7. 1 2 3 4  . 香港商業電台. 2023-11-10  [2024-02-02]. （原始内容存档于2023-11-12） （中文（繁體））.
8. 1 2 3  . 星島日報. 2024-02-02  [2024-02-02]. （原始内容存档于2024-02-02） （中文（香港））.
9. ↑  何德. . 雅虎香港. 2023-12-17  [2024-02-02]. （原始内容存档于2023-12-23） （中文（香港））.
10. ↑  . 叱咤903. 2023-11-10  [2024-02-02]. （原始内容存档于2024-02-02） （中文（繁體））.
11. ↑  . KKBOX. 2023-11-10  [2024-02-02]. （原始内容存档于2024-02-02） （中文）.
12. ↑  . Apple Music. 2024-01-31  [2024-02-03]. （原始内容存档于2024-02-03） （美国英语）.
13. ↑  . KKBOX. 2024-01-31  [2024-02-03]. （原始内容存档于2024-02-03） （中文）.
14. ↑  . 林智樂官方Instagram. 2024-01-30  [2024-02-24]. （原始内容存档于2024-02-24） （中文）.
15. ↑  . TVB官方Facebook. 2023-01-21  [2024-02-03] （中文）.
16. ↑  . 香港電台第二台. 2023-12-16  [2024-02-03]. （原始内容存档于2023-12-22） （中文（香港））.
17. ↑  . 新城知訊台. 2023-12-16  [2024-02-03]. （原始内容存档于2023-12-22） （中文（香港））.
18. ↑  . 叱咤903. 2023-11-24  [2024-02-03]. （原始内容存档于2024-02-03） （中文（繁體））.
19. ↑  . 年粵日官方Instagram. 2023-11-14  [2024-02-03] （中文）.